# Trachysomus surdus
Trachysomus surdus là một loài bọ cánh cứng trong họ Cerambycidae.